# Olivera Jevtić
Olivera Jevtić (Serbia, 24 de julio de 1977) es una atleta serbia especializada en la prueba de maratón, en la que ha logrado ser subcampeona europea en 2006.

## Carrera deportiva
En el Campeonato Europeo de Atletismo de 2006 ganó la medalla de plata en la carrera de maratón, recorriendo los 42,195 km en un tiempo de 2:30:27 segundos, llegando a meta tras la alemana Ulrike Maisch y por delante de la rusa Irina Permitina (bronce con 2:30:53 segundos).